# نجمة الفارس الببغائية
نجمة الفارس الببغائية (الاسم العلمي:Hippeastrum psittacinum) هي نوع من النباتات تتبع جنس نجمة الفارس من الفصيلة النرجسية.